# فيضة النفاط
فيضة النفاط منطقة عراقية وفيضة، بناحية الشبكة بقضاء النجف بمحافظة النجف، بالبادية العراقية غرب العراق.